# Az árnyék (Odaát)
Az árnyék (Shadow) az Odaát című televíziós sorozat első évadjának tizenhatodik epizódja.

## Cselekmény
Sam és Dean útja ezúttal Chicagóba vezet, ahol nemrég egy fiatal lányt valami brutálisan szétmarcangolt, korábban pedig már történt hasonló eset, a közös bennük pedig, hogy mindkét áldozat kansasi volt.
A fivérek riasztószerelőnek adják ki magukat, így bejutnak a gyilkosság helyszínére, a lány lakására. Itt a földön lévő vérnyomokat összekötve egy különleges jelre bukkannak, amelyről később tudják meg, hogy egy ősi jel, Daevák -egyik legősibb démonok, csak az árnyékukat lehet látni- megidézésekor használnak. Este a fiúk beülnek egy bárba iszogatni, amikor is Sam egy ismerőssel fut össze: Meg Masters-szel. Meg és Dean között némi nézeteltérés támad, a lány távozása után pedig Sam különös dolgot vet fel bátyja előtt: szerinte ugyanis Megnek köze lehet a gyilkosságokhoz. Sam ezért éjszaka követni kezdi a lányt, aki az utcáról egy kissé repedezett, emeletes házba tér be, melynek egyik elhagyatott szintjén szertartásba kezd, majd beszélgetni kezd egy démonnal.
Sam elrohan Deanért, és felfegyverkezve visszatérnek a házba. A démonok által megszállt Meg azonban gyilkos Daevákat ereszt a fivérekre, akik szétkarmolva ártalmatlanná teszik őket. A lány megkötözi a srácokat, majd közli velük: a két kansasit csak azért ölte meg, hogy a fiúk apja, John a városba jöjjön nyomozni, és akkor a démonok csapdájába essen. Mikor Meg megcsókolja Deant, Sam kiszabadul fogságából, és széttöri a Daevák megidézéséhez használt kellékeket, így azok gazdája ellen fordulnak, és kirepítik őt az ablakon. Meg szörnyethal a zuhanástól.
A fiúk visszatérnek szálláshelyükre, ahol a sötétben egy kabátos férfi várja őket: apjuk. A fivérek és John érzelegni kezdenek, ám ekkor ismét Daevák támadnak rájuk. Hosszas szenvedés után végül Sam megragad egy erős fényerejű jelzőlámpát, és annak segítségével elűzi a vérengző lényeket. Az autókhoz rohanva, Dean közli öccsével, hogy nem jöhet velük apjuk, hiszen így sokkal sebezhetőbbek a démonok által. Sam ellenzi, ám John is Dean mellé áll, így Winchesterék ismét külön utakon indulnak tovább…
Távozásuk után a zuhanás után halottnak hitt Meg tűnik fel az utcán, és végignézi, amint a fivérek és John távoznak a városból…

## Természetfeletti lények

### Daevák
A Daevákat a zoroaszteri vallás hiedelme szerint már Kr.e. 2000 évvel is ismerték, vérengző, állatias szörnyetegek, neve azt jelenti: a sötétség démona. Eme teremtményt nem lehet látni, csupán az árnyékát.
A Daevákat csak megidézni lehet, ehhez pedig egy szertartás szükséges, speciális kellékekkel. A lényt irányítani lehet, ám hajlamosak az őket irányítót is megtámadni. Elpusztításuk ismeretlen, elzavarni őket azonban nagyon erős fénnyel lehet.

### Démon
A démonokat a folklórban, mitológiában és a vallásban egyaránt olyan természetfeletti lényként, gonosz szellemként írják le, melyeket meg lehet idézni, és irányítani is lehet.

## Időpontok és helyszínek
- 2006. június 6. és 15. közötti valamelyik 2 nap – Chicago, Illinois

## Zenék
- Little Charlie and the Nightcats – You Got Your Hooks In Me
- The Vue – Pictures of Me
- X – The New World